# Инциденты у Мизпа-Крик
Инциденты у Мизпа-Крик (англ. Mizpah Creek incidents) — несколько вооружённых столкновений  между американскими солдатами и гражданскими лицами, с одной стороны, и воинами северных шайеннов, с другой, происходившие с февраля по апрель 1879 года в Монтане и Дакоте. В результате этих стычек погибло трое американцев, а 8 индейцев были захвачены в плен, трое из которых покончили с собой в тюрьме в городе Майлс-Сити 7 июня 1879 года.